# 克里斯蒂亚诺·达·马塔
克里斯蒂亚诺·达马塔（Cristiano da Matta，1973年9月19日—）是一名巴西赛车手。

## 早期职业生涯
达马塔16岁开始参加卡丁车比赛，获得多次冠军。1995年他参加英国F3系列赛。1996年参加F3000，总分列第九位。

## 北美赛车
1997年达马塔转战美国Indy Lights赛事，当年获得最佳新手称号。第二年获得该项赛事冠军。
1999年他又参加了CART赛事（冠军方程式的前身），2000年获得首场胜利。2002年以7次胜利和7次杆位的骄人成绩获得该项赛事冠军。

## 一级方程式

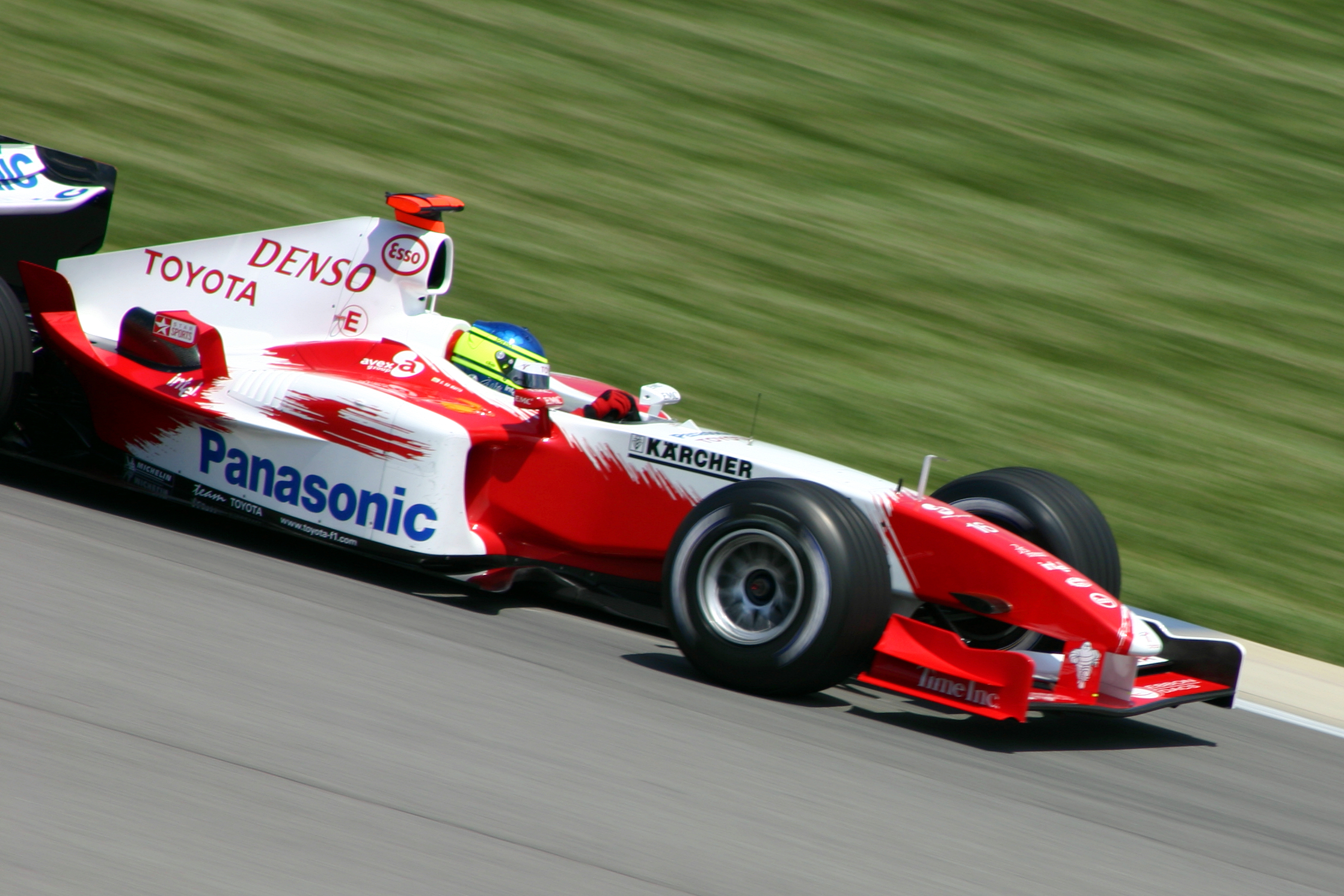
达·马塔在2004年美国大奖赛上驾驶丰田赛车。

2003年达马塔参加了赛车界最高等级的F1赛事，为丰田车队效力。全年获得10个积分，高于队友奥利维耶·潘尼斯。
2004年达马塔成绩不尽人意，只在摩纳哥站获得3个积分。德国站后被里卡多·宗塔替代，从此退出F1。

## 回到美国
2005年达马塔回到冠军方程式，获得1站胜利，积分榜上排在第十一位。
2006年8月3日，达马塔在试车时撞上一只鹿，当时脚部失去知觉。9月21日出院。此后一段时间内没有参加赛车比赛。
2008年3月20日，达马塔参加了Rolex Sports Car Series赛事的试车。